# Isole dell'Ungheria
Questa è una lista delle isole dell'Ungheria. Non avendo sbocchi sul mare e non essendoci isole nei laghi ungheresi, tutte le seguenti isole sono fluviali in particolar modo sono situate nel Danubio e nel Tibisco.

## Danubio

### Esztergom
- Isola Körtvélyesi
- Isola Nyáros
- Isola Csitri
- Isola Prímás
- Isola Helemba
- Isola Dédai
- Isola Törpe

### Budapest (da nord a sud)
- Isola Palotai (di fatto oggi è una penisola)
- Isola Czuczor utca (1093 Budapest, Ferencváros)
- Isola Nép (connessa alla terra, ma per lo più circondata dall'acqua)
- Isola Óbudai (o Isola Hajógyári)
- Isola Margherita (o Margit-sziget)
- Isola Háros
- Isola Csepel
- Isola Molnár

### Fuori Budapest
- Isola Czuczor
- Isola Sport
- Isola Haraszti
- Isola Taksony
- Isola Mohácsi
- Isola Szentendrei
- Isola Duna
- Isola Pap
- Isola Lupa
- Isola Cseke
- Isola Gödi
- Isola Domariba
- Isola Martuska
- Isola Szúnyog
- Isola Kőhidi
- Isola Petőfi
- Isola Felsőzátonyi
- Isola Szalki
- Isola Nagy-Pandúr
- Isola Öreg
- Isola Palánki
- Isola Veránka

## Tibisco
- Isola Kácsa
- Isola Alcsi
- Isola Farkas
- Isola Buláti
- Isola Arany
- Isola Kis-Tisza
- Isola Korom